# خانه محمدحسن زنگویی
خانه محمدحسن زنگویی مربوط به دوره قاجار است و در شهرستان خوسف، روستای خور واقع شده و این اثر در تاریخ ۲۲ مرداد ۱۳۸۴ با شمارهٔ ثبت ۱۳۱۲۱ به‌عنوان یکی از آثار ملی ایران به ثبت رسیده است.